# Trigonosaurus
Genre
Espèce
Trigonosaurus est un genre éteint de dinosaures titanosaures de la fin du Crétacé supérieur (Maastrichtien) retrouvé au Brésil.
L'espèce type, Trigonosaurus pricei, a été décrite par D. A. Campos et al. en 2005, à partir de deux spécimens dont les restes fossiles sont représentés principalement par des vertèbres.
Avant d'être décrit, il était connu sous le nom de Peiropolis titanosaur, d'après l'endroit où il a été retrouvé.
Silva Junior et ses collègues, en 2022, ont reconsidéré Trigonosaurus comme un spécimen de Baurutitan et ont donc synonymisé Trigonosaurus avec lui.